# ペオリア・コシバ
ペオリア・コシバ(Peoria Koshiba、1979年6月27日 - )は、パラオの日系の女子陸上競技選手。2000年のシドニーオリンピックと2008年の北京オリンピックの2度のオリンピックに出場した経験を持つ。シドニーオリンピックにはパラオからの初のオリンピック選手団のうちの一人として女子100mに出場、12秒66のタイムで予選8人中7位、北京オリンピックでは同じく女子100mで13秒18で予選8人中7位に終わっている。

## 自己ベスト
- 100メートル競走 - 12.47秒 (2000年)